# Diamond Harbour
Diamond Harbour är en ort i Indien. Den ligger i distriktet South 24 Paraganas och delstaten Västbengalen, i den östra delen av landet, 1 300 km sydost om huvudstaden New Delhi. Diamond Harbour ligger 9 meter över havet och antalet invånare är 40 095.
Terrängen runt Diamond Harbour är mycket platt. Havet är nära Diamond Harbour åt sydväst. Runt Diamond Harbour är det mycket tätbefolkat, med 1 361 invånare per kvadratkilometer. Närmaste större samhälle är Haldia, 16,6 km sydväst om Diamond Harbour. Trakten runt Diamond Harbour består till största delen av jordbruksmark.